# Josh Risdon
Joshua „Josh” Risdon (ur. 27 lipca 1992 w Bunbury) – australijski piłkarz grający na pozycji obrońcy. Od 2017 roku jest zawodnikiem Western Sydney Wanderers FC.

## Życiorys

### Kariera klubowa
W czasach juniorskich trenował w m.in. w Football West National Training Centre i Perth Glory. Do pierwszego zespołu tego drugiego dołączył w 2010 roku. W A-League zadebiutował 28 listopada 2010 w zremisowanym 1:1 meczu z Northern Fury FC. W barwach Perth rozegrał 134 mecze ligowe, w których strzelił dwie bramki. 1 lipca 2017 dołączył na zasadzie wolnego transferu do Western Sydney Wanderers FC.

### Kariera reprezentacyjna
W reprezentacji Australii zadebiutował 17 listopada 2015 w wygranym 4:0 meczu z Bangladeszem. Został powołany do kadry na Mistrzostwa Świata 2018.